# Molenbeemd
Molenbeemd of Molenbeemden is een natuurgebied, gelegen ten noorden van Membruggen, op het grondgebied van de gemeentes Bilzen en Riemst.
Het gebied omvat de oevers van de Molenbeek, die een van de bronrivieren is van de Demer. Het ligt op de zuidgrens van Vochtig-Haspengouw.
Sinds 1966 wordt het gebied beheerd door natuurvereniging "Orchis". Omdat het gebied verruigde, besloot de gemeente Riemst in 1984 om het hooilandbeheer weer in te voeren, zoals dat vroeger werd toegepast en waarbij het gebied voedselarmer werd.
In het gebied komen de dotterbloem en de slanke sleutelbloem voor. Het gebied is een biotoop voor de zeldzame nauwe korfslak en zeggenkorfslak. Het gebied is Europees beschermd als onderdeel van Natura 2000-gebied 'Jekervallei en bovenloop van de Demervallei' (habitatrichtlijngebied BE2200041).
In 2011 werd een nieuw wandelpad door dit gebied geopend.